# Harrijärvi (Jukkasjärvi socken, Lappland, 754754-169655)
Harrijärvi är en sjö i Kiruna kommun i Lappland och ingår i Torneälvens huvudavrinningsområde. Sjön har en area på 1,51 kvadratkilometer och ligger 424,9 meter över havet. Harrijärvi ligger i Torne och Kalix älvsystem Natura 2000-område. Sjön avvattnas av vattendraget Harrijoki.

## Delavrinningsområde
Harrijärvi ingår i det delavrinningsområde (754929-169831) som SMHI kallar för Utloppet av Harrijärvi. Medelhöjden är 472 meter över havet och ytan är 17,01 kvadratkilometer. Det finns inga avrinningsområden uppströms utan avrinningsområdet är högsta punkten. Harrijoki som avvattnar avrinningsområdet har biflödesordning 2, vilket innebär att vattnet flödar genom totalt 2 vattendrag innan det når havet efter 386 kilometer. Avrinningsområdet består mestadels av skog (81 procent). Avrinningsområdet har 1,51 kvadratkilometer vattenytor vilket ger det en sjöprocent på 8,9 procent.